# Czworościan foremny

Czworościan foremny

Przykładowa siatka czworościanu foremnego

Przykładowe siatki czworościanu foremnego

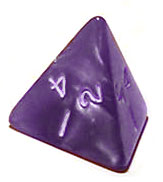
Kostka do gry w kształcie czworościanu (stosowana m.in. w grach fabularnych)

Czworościan foremny a. tetraedr (z gr.) – czworościan, którego ściany są przystającymi trójkątami równobocznymi. Jeden z pięciu wielościanów foremnych. Ma 6 krawędzi i 4 wierzchołki. Czworościan foremny jest przykładem trójwymiarowego sympleksu. Czworościan foremny jest dualny do samego siebie. Kanoniczne współrzędne wierzchołków czworościanu mają postać (1, 1, 1), (−1, −1, 1), (−1, 1, −1) i (1, −1, −1).
Czworościan foremny może być wpisany w sześcian na dwa sposoby tak, aby każdy jego wierzchołek pokrywał się z jakimś wierzchołkiem sześcianu, a każda jego krawędź z przekątną jednej ze ścian sześcianu. Objętość każdego z tych czworościanów wynosi 1/3 objętości sześcianu. Suma mnogościowa tych dwóch czworościanów tworzy wielościan zwany stella octangula, a ich część wspólna tworzy ośmiościan foremny.
Czworościany foremne wraz z ośmiościanami foremnymi wystarczą do wypełnienia całej przestrzeni. Ścinając wszystkie wierzchołki czworościanu w 1/3 długości krawędzi, uzyskujemy wielościan półforemny o nazwie czworościan ścięty.

## Wzory i własności
W poniższych wzorach {\displaystyle a} oznacza długość krawędzi czworościanu foremnego.
Pole powierzchni całkowitej:
{\displaystyle S={\sqrt {3}}\ a^{2}\approx 1{,}7321\ a^{2}.}
Objętość:
{\displaystyle V={\frac {\sqrt {2}}{12}}\ a^{3}\approx 0{,}1179\ a^{3}.}
Wysokość, czyli odległość od dowolnego wierzchołka do środka przeciwległej ściany:
{\displaystyle h=a\ {\frac {\sqrt {24}}{6}}={\frac {\sqrt {6}}{3}}\ a\approx 0{,}8165\ a.}
Miara kąta nachylenia krawędzi do ściany, w której krawędź się nie zawiera:
{\displaystyle \alpha =\arcsin {\frac {\sqrt {6}}{3}}\approx 54{,}7356^{\circ }.}
Promień kuli opisanej:
{\displaystyle R={\frac {\sqrt {6}}{4}}\ a\approx 0{,}6124\ a.}
Promień kuli wpisanej:
{\displaystyle r={\frac {\sqrt {6}}{12}}\ a\approx 0{,}2041\ a.}
Promień kuli stycznej do krawędzi czworościanu:
{\displaystyle \delta ={\frac {\sqrt {2}}{4}}\ a\approx 0{,}3536\ a.}
Zależności między promieniami {\displaystyle R,\;r,\;\delta }
{\displaystyle R=3\cdot r,\;R={\tfrac {3}{4}}h,\;r={\tfrac {1}{4}}h},
{\displaystyle \delta ={\sqrt {R\cdot r}}.}
Miara kąta między ścianami:
{\displaystyle \beta =\arcsin {\frac {\sqrt {8}}{3}}\approx 70{,}53^{\circ }.}
Czworościan foremny ma:
- 6 płaszczyzn symetrii, każda z nich przechodzi przez jedną z jego krawędzi i środek przeciwległej krawędzi,
- 3 osie symetrii, każda z nich przechodzi przez środki przeciwległych krawędzi,
- 4 osie obrotu, każda z nich przechodzi przez wierzchołek czworościanu i środek przeciwległej ściany.